# Rider Strong
Pour les articles homonymes, voir Strong.
Rider Strong est un acteur et producteur américain né le 11 décembre 1979 à San Francisco, Californie (États-Unis).

## Filmographie

### comme acteur
- 1990 : ABC TGIF (série télévisée) : Shawn
- 1991 : Les Années perdues (Long Road Home) (TV) : Benjy Robertson
- 1992 : Julie (série télévisée) : Adam
- 1993 : The Last Hit (TV) : Jimmy Dunne
- 1993 - 2000 : Incorrigible Cory  (Boy meets World) (série télévisée) : Shawn Hunter
- 1993 : Benefit of the Doubt : Pete Braswell
- 1994 : Sans dessus dessous (Summertime Switch) (TV) : Frederick Egan III
- 1998 : Le Géant et moi (My Giant) : Justin Allen
- 1998 : Invasion America ("Invasion America") (série télévisée) : Jim Bailey (1998) (voix)
- 2001 : Buck Naked Arson : Willy
- 2001 : The Secret Pact : Lenny B. Dalton
- 2002 : Cabin Fever : Paul
- 2002 - 2007 : Kim Possible (TV) : Brick Flagg (voix)
- 2002 : Saison 2 de New York, section criminelle - Épisode 8 : Le fanatique : Ethan Edwards
- 2004 : Mojave : Daniel
- 2005 : Paradise, Texas : Charlie
- 2005 : Kim Possible, le film : Mission Cupidon (TV) : Brick Flagg (voix)
- 2006 : Veronica Mars (TV)
- 2007 : Borderland : Phil
- 2008 : Spy School de Mark Blutman
- 2009 : Castle (série télévisée) : Rocco Jones
- 2009 : Cabin Fever 2 : Paul
- 2014-2017 : Le Monde de Riley (Girl meets world) : Shawn Hunter

### comme producteur
- 2001 : Buck Naked Arson